# Escallonia myrtilloides
Escallonia myrtilloides är en tvåhjärtbladig växtart som beskrevs av Carl von Linné d.y.. Escallonia myrtilloides ingår i släktet Escallonia och familjen Escalloniaceae. Utöver nominatformen finns också underarten E. m. patens.

## Bildgalleri

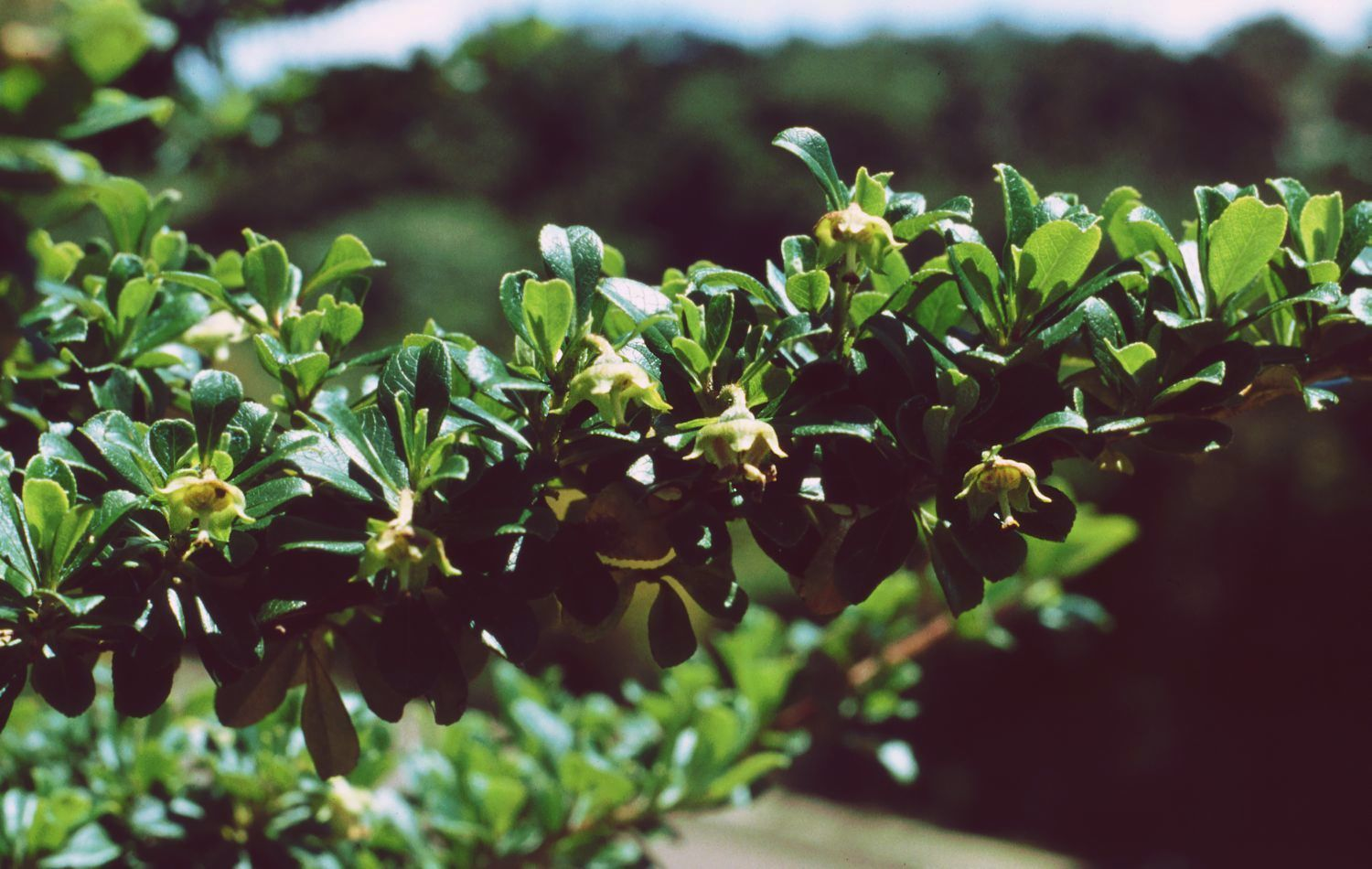
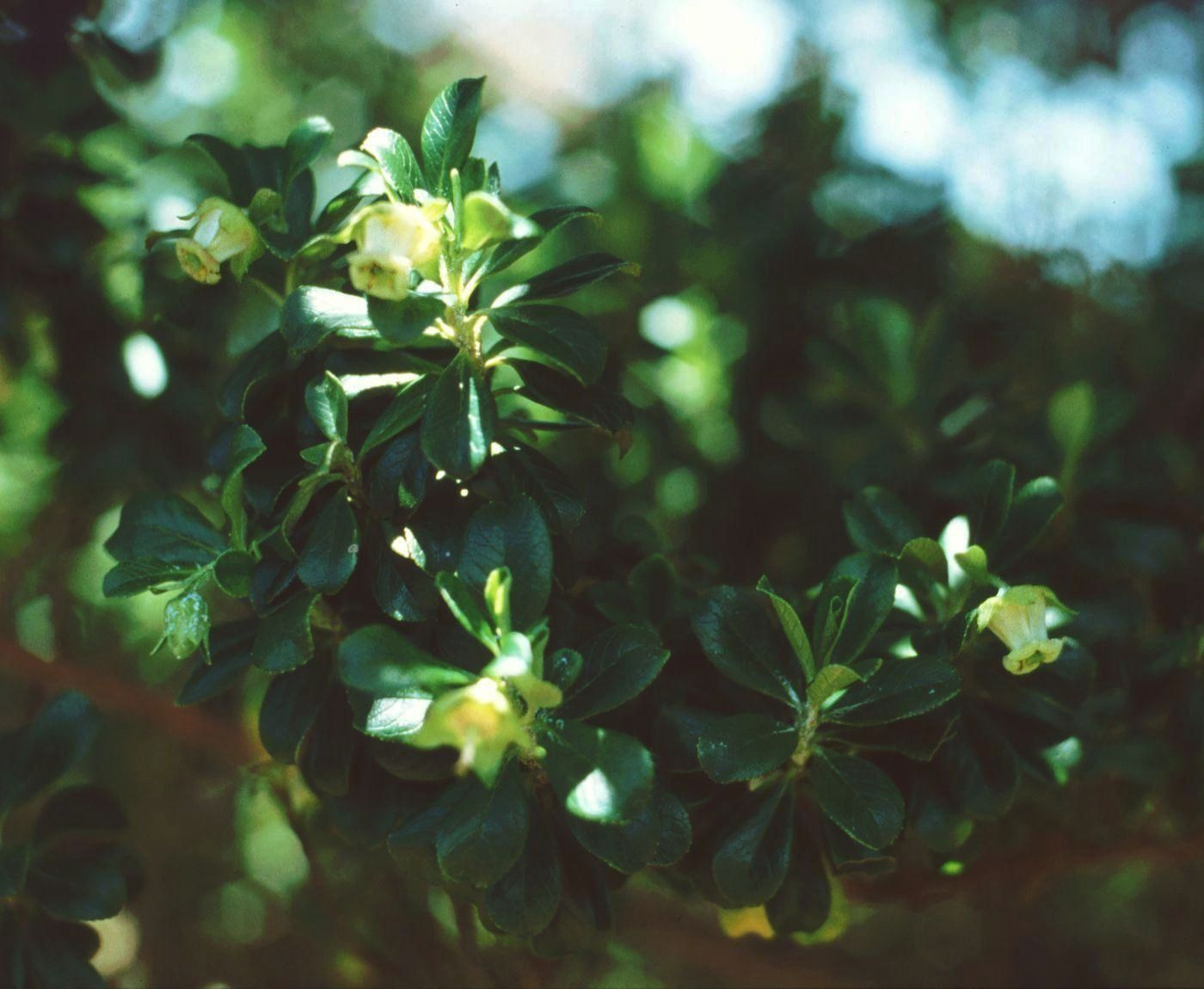